# يو أنغ بو
يو أُنغ بو (ولد في ؟ ومات في 1456) كان مسؤولاً عسكرياً في بداية عهد جوسون، وأحد الوزراء الستة الشهداء الذين حاولوا إعادة الملك دانجونغ.

## حياته
ولد يو في مدينة بوتشون ولكن تاريخ ولادته غير معلوم. في 1448 خدم كجولجيسا (نائب القائد) ضمن حامية غيونغوون، وفي 1452 كان حاكم ويجو موك.(1)
في 1455 عُزل الملك دانجونغ عن العرش على يد عمه الأمير سيانغ. (لاحقاً الملك سيجو) شارك يو في مخطط للانقلاب على الملك سيجو وإعادة الملك دانجونغ، لكن المخطط اكتشف بسبب خيانة كم جل. اعقتل يو مع بقية المخططين ولرفضه الاعتراف بالملك سيجو فإنه أعدم.
ليو أنغ بو مشهدٌ يقع في سوهُل أوب في بوتشون في مقاطعة غيونغي.

## التصوير الحديث
- مسلسل هان ميونغ هوي من قناة KBS2 وعرض في سنة 1994 وقام بدوره باك هاي سانغ.
- مسلسل الملك والملكة من قناة KBS1 وعرض بين سنة 1998 وسنة 2000 وقام بدوره تشوي سون غيُن.
- مسلسل رجل الأميرة من قناة KBS وعرض في سنة 2011 وقام بدوره إي سوك غو.

## الهوامش
- 1 موك: تقسيم إداري قديم في جوسون.